# Gladiolus grandiflorus
Gladiolus grandiflorus, também conhecido popularmente como Palma-de-Santa-Rita, é uma flor de corte originária do sul do continente Africano e também da região mediterrânea. É uma monocotiledônea petaloide pertencente à Ordem Iridales, Família Iridaceae, sendo uma espécie oriunda de diversos cruzamentos. Sua propagação é realizada através de bulbos sólidos, denominados cormos e a inflorescências é do tipo espiga, composta por diversos floretes.
A Gladiolus grandiflorus foi descrita em 1800 por Henry Charles Andrews.

## Taxonomia
A Gladiolus grandiflorus é uma espécie do gênero Gladiolus o qual contém 268 espécies pertencentes a família Iridaceae.

## Fenologia / ciclos
Os ciclos destas plantas pode ser curto, médio ou longo, sendo que a floração ocorre entre 65 até 120 dias após o seu plantio.
De modo geral, o desenvolvimento ocorre da seguinte forma (ciclos após o plantio):
- 3-5 semanas: Surgimento de raízes e início de emissão de folhas;
- 7-9 semanas: Desenvolvimento vegetativo;
- 12-14 semanas: Surgimento da espiga floral e desabrochar das flores;
- 16-18 semanas: Envelhecimento das folhas e formação de novos bulbos.

## Ligações Externas
- Gladiolus grandiflorus no Wikispecies